# 淮通
淮通（学名：Isotrema moupinense）又名藤藤黄、老蛇藤、大半药、青木香、木香、南木香、大内消，为马兜铃科关木通属的植物，是中国的特有植物。分布于中国大陆的浙江、湖南、江西、贵州、湖北、四川、云南、福建等地，生长于海拔2,000米至3,200米的地区，多生长于沟边、林中或灌丛中，目前尚未由人工引种栽培。
檐部暗红色或黄色, 稀黄色具红色斑点, 喉口黄色。
1989年马金双将波氏关木通并入淮通，但朱鑫鑫等在2019年认为二者存在显著差异。

## 外部連結
- 馬兜鈴酸I Aristolochic acid I （页面存档备份，存于） 中草藥化學圖像數據庫 (香港浸會大學中醫藥學院) （中文）（英文）